# Sutura de Bangong

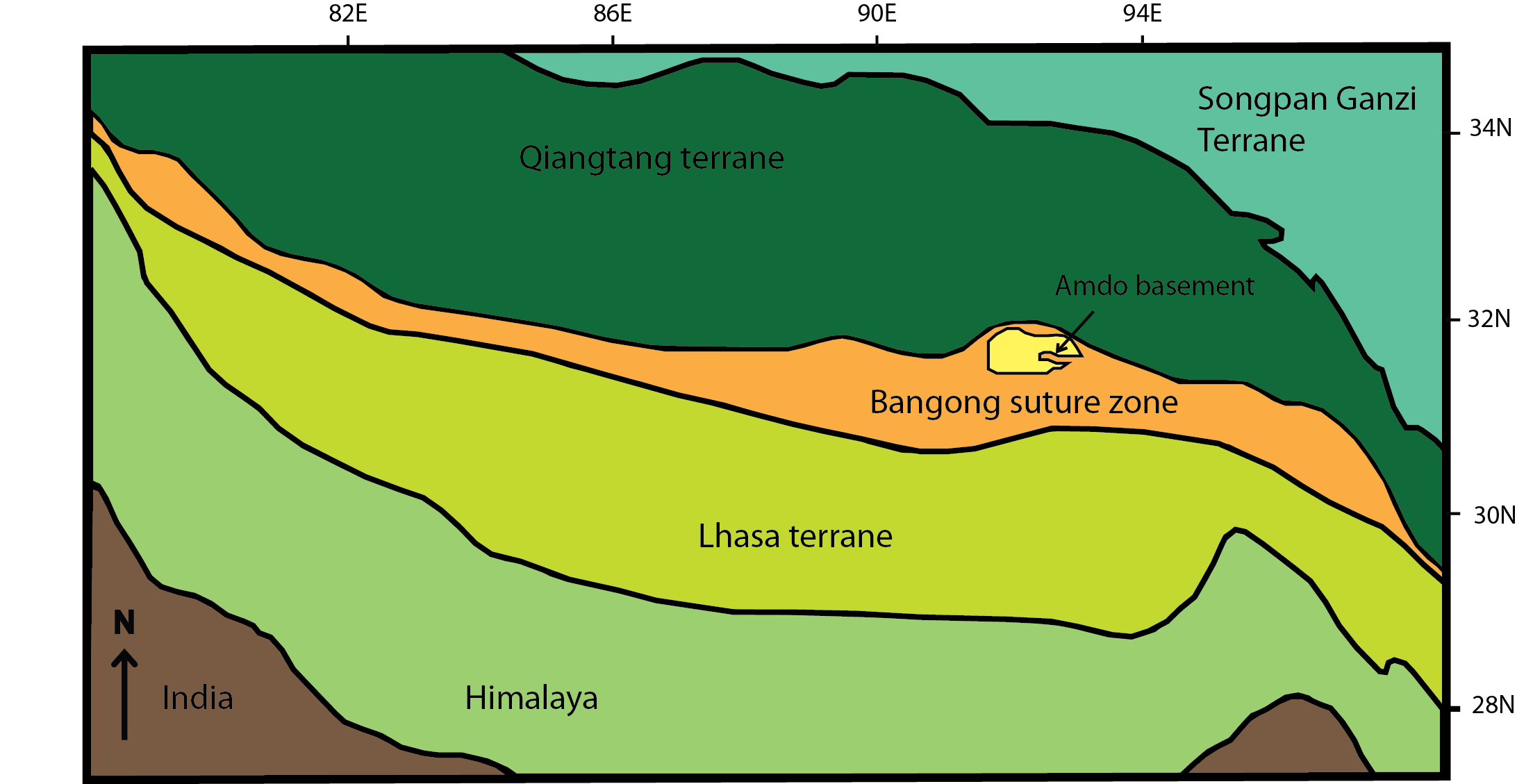
Mapa general del centro y sur del Tíbet que muestra la sutura de Bangong (ubicada entre el BSZ y el terreno Qiangtang) y la zona de sutura de Bangong (BSZ) y los terrenos circundantes. El mapa se modificó de Guynn et al., 2011

La zona de sutura de Bangong tiene aproximadamente 1200 km de largo, tiende a una orientación este-oeste, y una ubicación clave en la zona de las fallas conjugadas del Tíbet central. Situada en el Tíbet central entre los terranos de Lhasa (bloque meridional) y Qiangtang (bloque septentrional), es un cinturón discontinuo de ofiolitas y mélange que tiene una anchura de 10 a 20 km, hasta 50 km de ancho en algunos lugares. La parte norte de la zona de la falla consiste en fallas sinistrales de golpe-deslizamiento en el noreste, mientras que la parte sur consiste en fallas laterales de golpe-deslizamiento en el noroeste. Estas fallas conjugadas al norte y al sur del Bangong se intersectan entre sí a lo largo de la zona de sutura del Bangong-Nujiang.

## Desarrollo de colisiones y suturas
La geología de la sutura incluye esquisto marino del Jurásico y estratos  conglomerados, mélange y ofiolitas y rocas volcánicas de múltiples pulsos de magmatismo. Cada una de estas litologías se puede relacionar con terrones específicos, ya sea arcos de islas o microcontinentes, que se reunieron frente al subcontinente indio mientras éste se desplazaba hacia el norte durante el Mesozoico. Durante la colisión jurásico-cretácea de los terranos de Lhasa y Qiangtang, el antiguo océano de Tethys se cerró, creando la zona de sutura de Bangong. La litosfera oceánica (el Meso Tethys) fue consumida durante esta colisión y subducida bajo el terrano Qiangtang lo que provocó la abducción de ofiolitos en el margen norte del terrano Lhasa. Este período de abducción es generalmente aceptado para marcar el fin de la subducción oceánica bajo el sur de Qiangtang y el comienzo de la colisión Lhasa-Qiangtang. Una característica importante de la sutura de Bangong es el sótano de Amdo. Esta exposición del basamento cristalino pre-Mesozoico es de ~100 km de largo y ~50 km de ancho. La geología del Amdo registra el metamorfismo, magmatismo y exhumación del Mesozoico y está compuesto de ortogneisses y metasedimentos que son intrusos por granitoides no deformados.

## Reactivación del cenozoico
A la sutura de los microcontinentes le siguió la continua deriva hacia el norte del subcontinente indio, que colisionó con Eurasia durante el Cenozoico, hace unos 45-55 millones de años.   Desde la colisión India-Eurasia, se predice que la tasa de convergencia con Eurasia se ha reducido en más del 40% entre 20 y 10 Ma debido al engrosamiento de la corteza. La alta meseta tibetana resistió un mayor engrosamiento de la corteza que condujo a la ralentización de la convergencia y la subsiguiente migración del acortamiento de la corteza a los flancos de la meseta. El cierre del Océano Neo-Tethys se produjo en este momento, cuando el borde sur de Eurasia (marcado por el terrón de Lhasa), colisionó con la India. La penetración de la India en Eurasia reactivó la zona de sutura (que está situada en el centro de la meseta tibetana), causando el movimiento hacia el norte tanto de las fallas de empuje como de las fallas de golpe-deslizamiento. Las fallas de golpe-deslizamiento fueron responsables del movimiento de la mayoría de los bloques continentales no deformados hacia el este, lejos de la principal zona convergente.

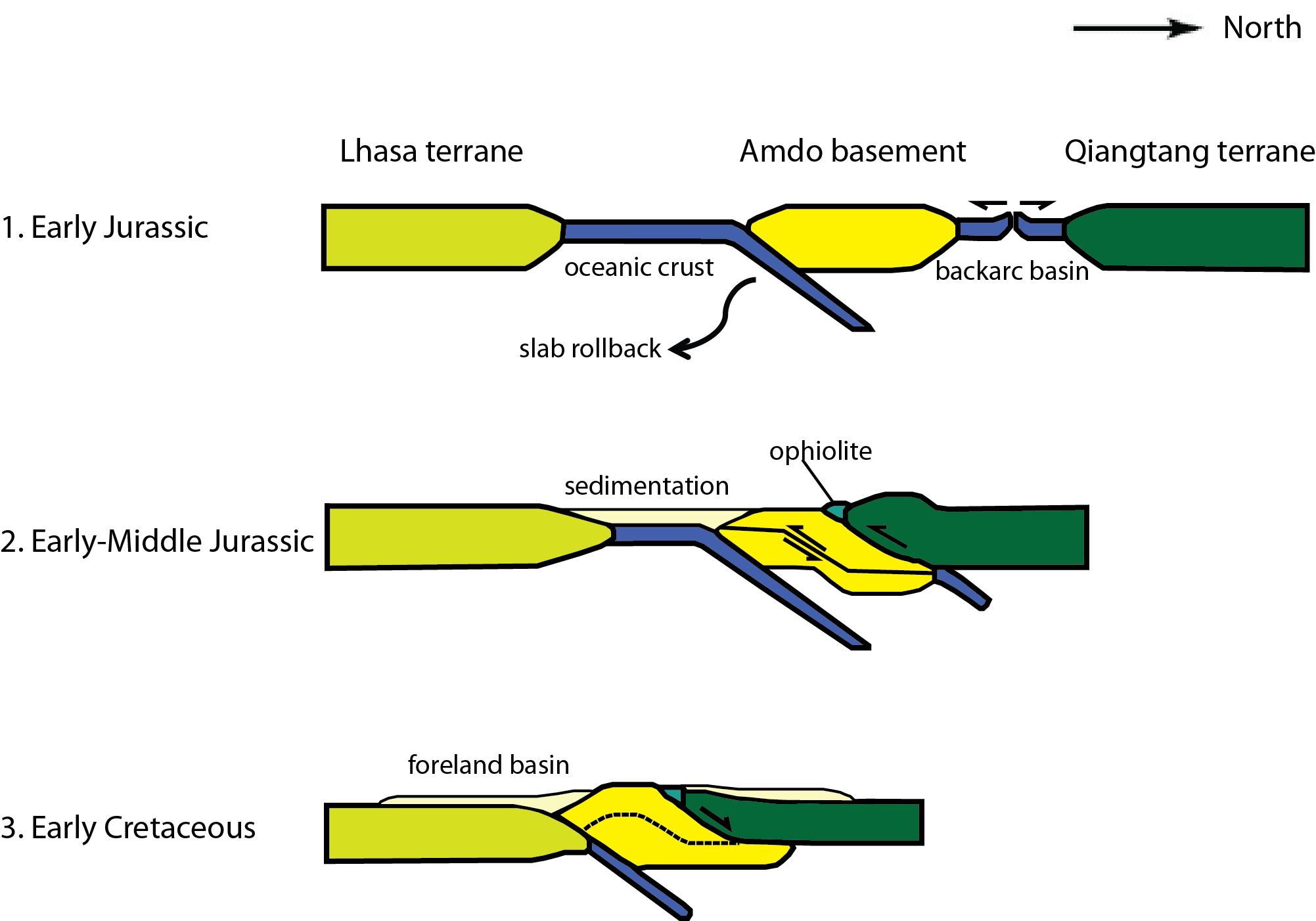
Sección transversal que representa la evolución tectónica de la zona de sutura de Bangong. 1. Se forma una cuenca oceánica de arco inverso que separa el sótano de Amdo del terreno de Qiangtang. La reversión de la losa es una posible explicación para esta extensión. 2. Continuación de la subducción de la corteza oceánica en el Jurásico medio temprano. El cierre de la cuenca oceánica del arco posterior provoca la obducción de ofiolitas y un período de metamorfismo en el sótano de Amdo. 3. En el Cretácico temprano, los terrenos de Lhasa y Qiangtang chocan creando la sutura de Bangong. También se forma una cuenca de antepaís en este momento. La sección transversal se modificó de Guynn et al., 2006

## Implicaciones de la sutura de Bangong
Las interpretaciones clásicas de la tectónica de placas indican que la deformación de la colisión euroasiático-india debe concentrarse a lo largo de la zona de subducción. Sin embargo, el sistema tibetano no actúa de esta manera, ya que se producen deformaciones importantes a lo largo de los flancos norte y noreste de la meseta tibetana. Para resolver este problema, se propusieron dos modelos de miembros finales: un modelo de "Tíbet blando" y la tectónica de microplacas. Según el modelo de "Tíbet blando", la litosfera se comporta como una fina lámina viscosa para acomodar el acortamiento ampliamente distribuido tanto de la corteza como del manto litosférico. La tectónica de microplacas sugiere que cada terrón actúa por sí mismo, según sus propios límites, y las suturas entre ellos (incluyendo la sutura Bangong entre el Lhasa y el Qiangtang) se reactivan en el Cenozoico.

## Predicciones del modelo del miembro final
Cada uno de los dos modelos hace una predicción diferente para la reactivación a lo largo de la sutura de Bangong. El modelo del "Tíbet blando" sugiere que se produciría una serie de pequeñas fallas múltiples a lo largo de la zona de sutura, debido a la naturaleza dúctil de la litosfera. Según el modelo de tectónica de microplacas, deberían estar presentes grandes fallas de deslizamiento por impacto con un desplazamiento significativo. También debería haber extrusión de la corteza (en forma de fallas sinistrales de golpe-deslizamiento) y sería causada por la subducción oblicua en los bordes de la zona de sutura. Comprender la evolución y la estructura de estas fallas, así como otras fallas de límite (fallas que rodean la meseta tibetana) es importante para limitar la formación y la deformación de la meseta tibetana. Se están llevando a cabo investigaciones para identificar las características en el campo que satisfagan cualquiera de estas hipótesis.